# Gilman-Reagenz

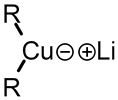
Generelle Struktur des Gilman-Reagenz

Ein Gilman-Reagenz oder Gilman-Cuprat ist eine lithiumhaltige kupferorganische Verbindung der Form R2CuLi.

## Geschichte
Während seiner Studienzeit bereiste der spätere Entdecker der Gilman-Reagenzien, Henry Gilman, Europa, wo er unter anderem Victor Grignard kennenlernte. Gilman war von den Fortschritten in der organischen Chemie in Frankreich durch Grignard-Reagenzien fasziniert. Er widmete einen Großteil seiner wissenschaftlichen Arbeit der Erforschung der metallorganischen Reagenzien. Dabei entdeckte er im Jahr 1952 als Professor für Organische Chemie an der Iowa State University diese Art der Reagenzien.

## Herstellung

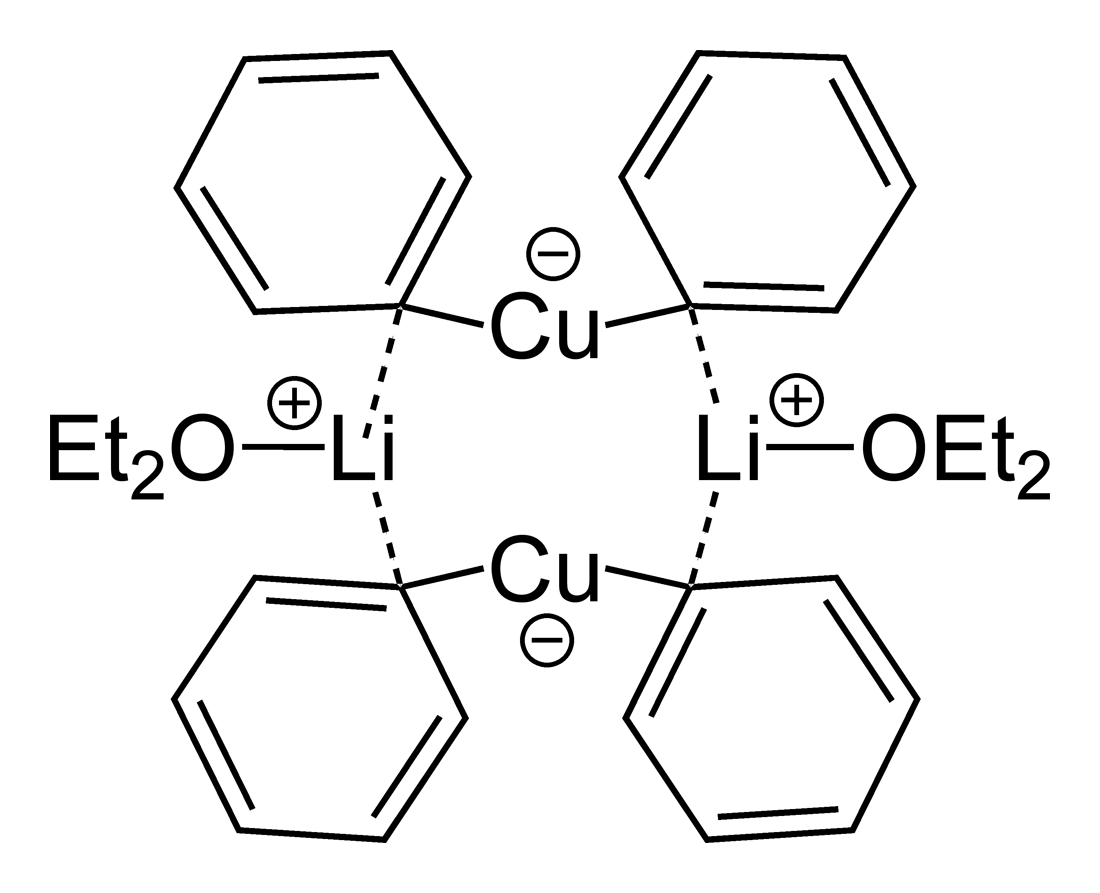
Struktur des Diphenylcuprat Etherats

Lithiumdimethylkupfer (CH3)2CuLi wird durch Zugabe von Kupfer(I)-iodid zu Methyllithium in Tetrahydrofuran bei −78 °C erhalten. 
{\displaystyle \mathrm {2\ RLi+CuI\rightarrow R_{2}CuLi+LiI} }

Die entstehenden Gilman-Reagenzien haben komplexe Strukturen, sowohl in kristalliner Form als auch in Lösung. In Diethylether liegt Lithiumdimethylcuprat als Dimer in Form eines achtgliedrigen Ringes vor, wobei die Lithiumatome zwischen dem Methylgruppen koordinieren. In ähnlicher Weise bildet Diphenylcuprat in fester Form ein dimeres Etherat der Form [{Li(OEt2)}(CuPh2)]2. Wird das Lithiumion mit Kronenethern komplexiert, so bilden sich lineare Diorganylcuprate.

## Verwendung
Gilman-Reagenzien reagieren mit halogenierten organischen Verbindungen unter Ersatz des Halogens durch einen organischen Rest. So werden Carbonsäurechloride in hoher Ausbeute in das Keton überführt.

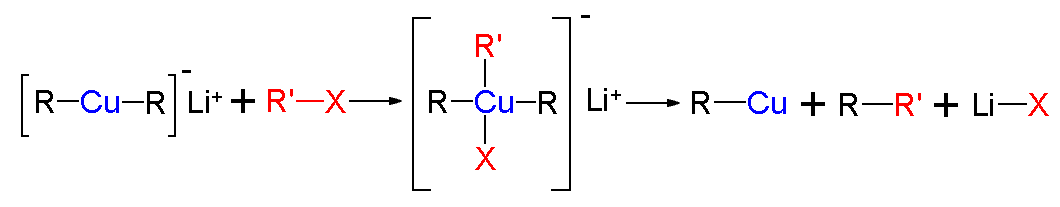
Generelles Reaktionsschema eines Gilman-Reagenz mit Organohalogenverbindungen.